# Universitat Bucknell
La Universitat Bucknell (Bucknell University en anglès) és una universitat privada situada a Lewisburg, Pensilvània (Estats Units d'Amèrica). El seu campus de 445 acres (1,8 km²) se situa en la riba de l'afluent occidental del riu Susquehanna (West Branch Susquehanna River).
Va ser fundada en 1846 com a Universitat de Lewisburg per un grup de baptistes liderats per Stephen William Taylor, un professor de l'aleshores Madison University (actual Universitat Colgate). La seva primera promoció es va graduar en 1851 i entre els seus alumnes es trobava el futur president dels Estats Units James Buchanan. En 1881 la institució va passar per greus problemes econòmics i va sobreviure gràcies a la donació de 50.000 $ (més d'un milió de dòlars d'avui dia) del membre del seu consell d'administració William Bucknell, pel que, en 1886, el consell d'administració va decidir unànimement canviar el nom de la universitat d'Universitat de Lewisburg a Universitat Bucknell.

## Centres docents
Té 3 escoles superiors:
- L'Escola d'Arts i Ciències (College of Arts and Sciences), amb les seves respectives facultats (aquí anomenades Academic Departments)
- L'Escola d'Enginyeria (College of Engineering)
- L'Escola Freeman d'Administració i Direcció d'Empreses (Freeman College of Management)

## Esports
Bucknell competeix en la Patriot League de la Divisió I de l'Associació atlètica universitària nacional dels EUA (National Collegiate Athletic Association - NCAA).